# Дамиан из Тарса
Дамиан из Тарса (ср.-греч. Δαμιανός ό Ταρσεύς, араб. دميانه الطرسوسي‎, Дамиана ат-Тарсуси; ум. в 924 году), по прозвищу Гулам Язман (غلام يزمان‎ — «раб/слуга Язмана») — принявший ислам византийский грек, наместник Тарса в 896—897 годах и один из главных руководителей морских набегов на Византию в начале X века.

## Биография
Дамиан был новообращенным слугой евнуха, и наместника Тарса Язмана аль-Хадима (ум. в 891 году), который признал власть Тулунидов в Египте при сыне Ибн Тулуна Хумаравейха. В октябре 896 года Дамиан был назначен наместником Тарса тогдашним губернатором Ахмадом ибн Туганом. Юсуф аль-Багмарди был его заместителем и командующим вооруженными силами региона. Однако Дамиан и аль-Багмарди были изгнаны из Тарса в марте/апреле 897 г. в результате восстания проаббасидской фракции под предводительством бывшего мавлы аль-Муваффака Рагиба.
В 900 году ат-Табари сообщает, что Дамиан призвал халифа аль-Мутадида сжечь флот состоявший из более чем 50 больших кораблей в отместку за своё изгнание Тулунидами тремя годами ранее, что ослабило активность мусульман в регионе. В 896 году или, что более вероятно, в 901 году он разграбил и разграбил порт Деметриаде в Греции. Зимой 904—905 годов участвовал в походе Мухаммеда ибн Сулеймана аль-Катиба против Тулунидов, который вернул Египет под контроль Аббасидов. Дамиан вёл флот вверх по реке Нил, совершал набеги на его побережье и не позволял переправлять через него припасы противнику. В 911 году четыре месяца опустошал Кипр, который с VII века был нейтральным совместным арабо-византийским владением, потому что его жители годом ранее помогали напавшему на побережье Аббасидского халифата византийскому флоту под командованием адмирала Гимерия. В октябре 912 г. вместе с Львом Триполийским одержал победу над Гимерием у острова Хиос. Летом того же года он упоминается как сопровождавший наместника киликийского тугура Рустама ибн Бараду в нападении на пограничную византийскую фему Ликанд и её армянского наместника Мелиаса, который был вынужден держать осаду в своей крепости.
Дамиан умер в 924 году, когда руководил нападением на византийскую крепость Стробил в феме Кивирреоты. Его смерть, наряду с вероятной смертью Льва Триполийского за год до этого, положила конец эпохе мусульманского морского превосходства и постоянных набегов на византийское побережье.